# Rónald González
Rónald Alfonso González Brenes, mais conhecido como Rónald González (San José, 8 de agosto de 1970) é um ex-futebolista e treinador de futebol costarriquenho que atuava como zagueiro. Atualmente está sem clube.

## Carreira em clubes
Iniciou sua carreira em 1988, no Saprissa, clube onde jogaria até 1990, ano em que teve uma curta passagem pelo Dínamo de Zagreb (cinco jogos).
Em 1991, passou rapidamente por Sturm Graz e Vorwärts Steyr, mas suas passagens pelo futebol austríaco duraram pouco tempo (nenhum jogo no Sturm Graz e 11 partidas pelo Vorwärts Steyr, com um gol marcado). No mesmo ano, regressou ao Saprissa, ficando na equipe até 1998, quando transferiu-se para o Comunicaciones.
No clube guatemalteco, González obteve relativo destaque, conquistando três títulos antes de retornar à Costa Rica em 2001 para jogar no Herediano, onde permaneceu durante 2 temporadas. Em 2003, voltou pela terceira vez ao Saprissa, onde fez parte do elenco que ficou em terceiro lugar no Mundial de Clubes da FIFA de 2005. Encerrou a carreira de jogador em 2006, aos 36 anos. Somando as 3 passagens pelo Saprissa, o zagueiro disputou 318 partidas e marcou 26 gols.

## Carreira de treinador
Logo após deixar os gramados, González permaneceu no Saprissa, agora como auxiliar-técnico, exercendo a função durante três anos.
Em 2008, assumiu como treinador da Seleção Sub-20 da Costa Rica, levando os Ticos às edições de 2009 e 2011 do Campeonato Mundial de Futebol Sub-20. Paralelamente ao trabalho na Seleção Sub-20, comandou o Comunicaciones, time onde havia jogado por três temporadas, na temporada 2011–12.
Ainda em 2012, acertou seu retorno ao Saprissa, desta vez como treinador da agremiação. Treinou ainda Uruguay de Coronado e Comunicaciones (segunda passagem como técnico), sendo anunciado como técnico interino da Costa Rica em 2018. Voltou a comandar os Ticos em setembro do ano seguinte, após a saída de Gustavo Matosas e o comando interino de Douglas Sequeira. Seu último clube foi o Antigua, em 2023.

## Seleção
González defendeu a Seleção Costarriquenha por uma década (1990 a 2000), jogando 65 partidas e marcando cinco gols.
Participou da Copa de 1990, realizada na Itália, sendo o segundo jogador mais jovem da competição (19 anos e 307 dias), atrás apenas do norte-americano Chris Henderson. Esteve presente ainda na Copa Ouro da CONCACAF de 1991 e de duas edições da Copa América, em 1997 e 2001, sendo que foi surpreendentemente convocado para esta última, quando ele havia anunciado sua despedida da Seleção, um ano antes.

## Títulos

### Como jogador
Saprissa
- Campeonato Costa-Riquenho: 1989–90, 1994–95, 1997–98, 2003–04, 2005–06
- Copa dos Campeões da CONCACAF: 1993, 1995, 2005
- Copa Interclubes da UNCAF: 2003

Comunicaciones
- Campeonato Guatemalteco:  Apertura 2012, Clausura 2001

Costa Rica
- Copa Centroamericana: 1997

### Como treinador
Comunicaciones
- Campeonato Guatemalteco: 1998–99, Apertura 1999, Clausura 2001

Saprissa
- Campeonato Costa-Riquenho: Torneio de Verão 2014
- Copa da Costa Rica: 2013

Costa Rica Sub-20
- Campeonato da CONCACAF Sub-20: 2009